# Redpagos

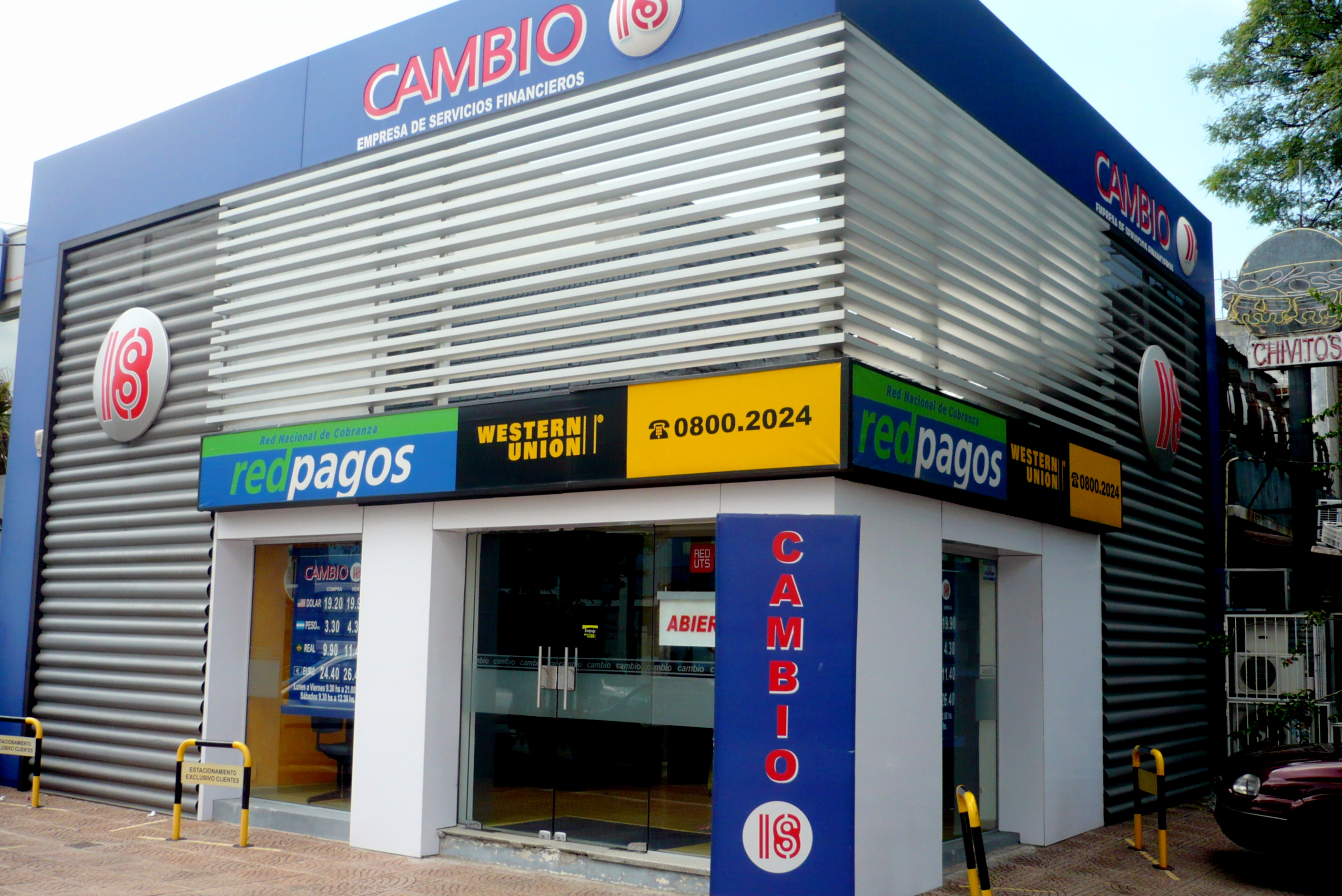
Sucursal de Redpagos en Montevideo

Redpagos  es una empresa uruguaya de servicios financieros, dedicada a la gestión de pagos y cobranzas. 

## Historia
Fue creada en el año 2001 tras la composición de varias casas cambiarias del país. Desde sus inicios, tiene entre sus cometidos el servicio de pagos de facturas de distintas empresas estatales, así como el cobro de distintas prestaciones, inclusive depósitos y giros nacionales e internacionales. En lo que respecta a apuestas hípicas y servicios de espectáculos deportivos y artísticos, sus redes sirven como puestos de venta, trabajando en conjunto con las principales empresas de venta, tales como Red UTS y TickAntel. Para el servicio de envío de dinero al exterior del país se realizan las transacciones con MoneyGram y More. 
En junio de 2021 fue adquirido por la filial del grupo español Prosegur, bajo el nombre de Prosegur Cash, adquiriendo el completo del capital social de la empresa uruguaya Nummi S.A.